# 2006年トリノオリンピックの中国選手団
2006年トリノオリンピックの中国選手団（2006ねんトリノオリンピックのちゅうごくせんしゅだん）は、2006年2月10日から2月26日までイタリアのトリノで開催された2006年トリノオリンピックの中国選手団、およびその競技結果。

## 概要
今大会は金メダル2個、銀メダル4個、銅メダル5個の合計11個のメダルを獲得した。
フリースタイルスキー男子エアリアルで韓暁鵬が金メダルを獲得、中国男子初の冬季オリンピック金メダリストとなった。

## メダル
| メダル | 選手名      | 競技                 | 種目           |
| ------ | ----------- | -------------------- | -------------- |
| 金     | 王濛        | ショートトラック     | 女子500m       |
| 金     | 韓暁鵬      | フリースタイルスキー | 男子エアリアル |
| 銀     | 李妮娜      | フリースタイルスキー | 女子エアリアル |
| 銀     | 張丹 張昊   | フィギュアスケート   | ペア           |
| 銀     | 王曼麗      | スピードスケート     | 女子500m       |
| 銀     | 王濛        | ショートトラック     | 女子1000m      |
| 銅     | 申雪 趙宏博 | フィギュアスケート   | ペア           |
| 銅     | 任慧        | スピードスケート     | 女子500m       |
| 銅     | 楊揚        | ショートトラック     | 女子1000m      |
| 銅     | 王濛        | ショートトラック     | 女子1500m      |
| 銅     | 李佳軍      | ショートトラック     | 男子1500m      |

## スキー

### フリースタイルスキー
- 韓暁鵬
  - 男子エアリアル：金メダル

## スケート

### フィギュアスケート
- 張民
  - 男子シングル：10位
- 李成江
  - 男子シングル：16位
- 劉艶
  - 女子シングル：11位
- 張丹・張昊
  - ペア：銀メダル
- 申雪・趙宏博
  - ペア：銅メダル
- 龐清・佟健
  - ペア：4位